# Route du Sud 2017
La 41e édition de la Route du Sud a eu lieu du 15 au 18 juin 2017. Elle fait partie du calendrier UCI Europe Tour 2017 en catégorie 2.1. Elle est remportée par le coureur suisse Silvan Dillier, de l'équipe BMC Racing. Il devance au classement général l'Équatorien Richard Carapaz (Movistar) et le Français Kenny Elissonde (Sky). C'est la dernière édition sous l'intitulé historique « Route du Sud » (créé en 1988), l'épreuve étant rebaptisée « Route d'Occitanie » à partir d'avril 2018.

## Équipes
Classée en catégorie 2.1 de l'UCI Europe Tour, la Route du Sud est par conséquent ouverte aux WorldTeams dans la limite de 50 % des équipes participantes, aux équipes continentales professionnelles, aux équipes continentales et aux équipes nationales.
Seize équipes participent à cette Route du Sud - sept WorldTeams, cinq équipes continentales professionnelles et quatre équipes continentales :
| UCI WorldTeams    | UCI WorldTeams | UCI WorldTeams |
| Nom de l'équipe   | Pays           | Code           |
| ----------------- | -------------- | -------------- |
| AG2R La Mondiale  | France         | ALM            |
| Astana            | Kazakhstan     | AST            |
| BMC Racing        | États-Unis     | BMC            |
| Cannondale-Drapac | États-Unis     | CAD            |
| FDJ               | France         | FDJ            |
| Movistar          | Espagne        | MOV            |
| Sky               | Royaume-Uni    | SKY            |

| Équipes continentales professionnelles | Équipes continentales professionnelles | Équipes continentales professionnelles |
| Nom de l'équipe                        | Pays                                   | Code                                   |
| -------------------------------------- | -------------------------------------- | -------------------------------------- |
| Caja Rural-Seguros RGA                 | Espagne                                | CJR                                    |
| Cofidis                                | France                                 | COF                                    |
| Delko-Marseille Provence-KTM           | France                                 | DMP                                    |
| Direct Énergie                         | France                                 | DEN                                    |
| Fortuneo-Vital Concept                 | France                                 | FVC                                    |

| Équipes continentales         | Équipes continentales | Équipes continentales |
| Nom de l'équipe               | Pays                  | Code                  |
| ----------------------------- | --------------------- | --------------------- |
| Armée de Terre                | France                | ADT                   |
| Euskadi Basque Country-Murias | Espagne               | EUS                   |
| HP BTP-Auber 93               | France                | AUB                   |
| Roubaix Lille Métropole       | France                | RLM                   |

## Étapes
| Étape     | Date    | Villes étapes                                         | type | Distance (km) | Vainqueur d'étape | Leader du classement général |
| --------- | ------- | ----------------------------------------------------- | ---- | ------------- | ----------------- | ---------------------------- |
| 1re étape | 15 juin | Villeveyrac – Saint-Pons-de-Thomières                 |      | 176,6         | Julien Loubet     |                              |
| 2e étape  | 16 juin | COMMUNAUTE DE COMMUNES DU SOR ET DE L'AGOUT – Saramon |      | 173,8         | Elia Viviani      |                              |
| 3e étape  | 17 juin | Saint-Gaudens – Gavarnie-Gèdre                        |      | 167           | Pierre Rolland    |                              |
| 4e étape  | 18 juin | Saint-Michel – Nogaro                                 |      | 154,8         | Thomas Scully     |                              |

## Classements finals

### Classement général final
| \| Classement général \| Classement général \| Classement général \| Classement général \| Classement général \| \| Coureur \| Coureur \| Pays \| Équipe \| Temps \| \| ------------------ \| ------------------ \| ------------------ \| ---------------------- \| ------------------ \| \| 1er \| Silvan Dillier \| Suisse \| BMC Racing Team \| 17 h 11 min 09 s \| \| 2e \| Richard Carapaz \| Équateur \| Movistar Team \| \| \| 3e \| Kenny Elissonde \| France \| Team Sky \| \| \| 4e \| Brice Feillu \| France \| Fortuneo-Vital Concept \| \| \| 5e \| David Arroyo \| Espagne \| Caja Rural-Seguros RGA \| \| |                 |          |                        |                  |
| |                 |          |                        |                  |
| |                 |          |                        |                  |
| Classement général |                 |          |                        |                  |
| Coureur | Coureur         | Pays     | Équipe                 | Temps            |
| 1er | Silvan Dillier  | Suisse   | BMC Racing Team        | 17 h 11 min 09 s |
| 2e | Richard Carapaz | Équateur | Movistar Team          |                  |
| 3e | Kenny Elissonde | France   | Team Sky               |                  |
| 4e | Brice Feillu    | France   | Fortuneo-Vital Concept |                  |
| 5e | David Arroyo    | Espagne  | Caja Rural-Seguros RGA |                  |

## Évolution des classements
| Étape              | Vainqueur          | Classement général | Classement par points | Classement de la montagne | Classement du meilleur jeune | Classement par équipes |
| ------------------ | ------------------ | ------------------ | --------------------- | ------------------------- | ---------------------------- | ---------------------- |
| 1                  | Julien Loubet      | Julien Loubet      | Silvan Dillier        | Silvan Dillier            | Richard Carapaz              | Cofidis                |
| 2                  | Elia Viviani       | Julien Loubet      | Silvan Dillier        | Silvan Dillier            | Richard Carapaz              | Cofidis                |
| 3                  | Pierre Rolland     | Silvan Dillier     | Silvan Dillier        | Silvan Dillier            | Richard Carapaz              | Sky                    |
| 4                  | Thomas Scully      | Silvan Dillier     | Silvan Dillier        | Silvan Dillier            | Richard Carapaz              | Sky                    |
| Classements finals | Classements finals | Silvan Dillier     | Silvan Dillier        | Silvan Dillier            | Richard Carapaz              | Sky                    |

## Liste des participants
- Liste de départ complète